# Wierchniaja Griaznucha
Wierchniaja Griaznucha (ros. Верхняя Грязнуха) – wieś w Rosji, w obwodzie wołgogradzkim, w rejonie kamyszyńskim. W 2010 liczyła 532 mieszkańców.